# Campillo de Mena
Campillo de Mena es una localidad del municipio burgalés de Valle de Mena, en la Comunidad Autónoma de Castilla y León (España). 

## Localidades limítrofes
Confina con las siguientes localidades:
- Al este con Burceña.
- Al sureste con Taranco y Hoz de Mena.
- Al sur con Concejero.
- Al suroeste con Arceo.

## Demografía
Evolución de la población
| Gráfica de evolución demográfica de Campillo de Mena entre 2000 y 2017 |
|                                                                        |
| Población de derecho (2000-2017) según el padrón municipal del INE     |